# ドレンキア
ドレンキア（伊: Drenchia）は、イタリア共和国フリウリ＝ヴェネツィア・ジュリア州ウーディネ県にある、人口約100人の基礎自治体（コムーネ）。

## 地理

### 位置・広がり

#### 隣接コムーネ
隣接するコムーネは以下の通り。括弧内のSLOはスロベニア領を示す。
- カナル (カナーレ・ディゾンツォ Canale d'Isonzo) (SLO)
- コバリード (カポレット Caporetto) (SLO)
- グリマッコ
- トールミン (トルミーノ Tolmino) (SLO)

### 気候分類・地震分類
ドレンキアにおけるイタリアの気候分類 (it) および度日は、zona F, 3577 GGである。
また、イタリアの地震リスク階級 (it) では、zona 2 (sismicità media) に分類される。

## 行政

### 分離集落
ドレンキアには、以下の分離集落（フラツィオーネ）がある。
- Clabuzzaro/Brieg, Crai/Kraj, Cras/Kras, Drenchia inferiore/Dolenja Dreka, Drenchia Superiore/Gorenja Dreka, Lase/Laze, Malinsche/Malinske, Obenetto/Dubenije, Obranche/Obranke, Oznebrida/Ocnebardo, Paciuch/Pacuh, Peternel/Peternel, Prapotnizza/Praponca, San Volfango/Svet Štuoblank, Trinco/Trinko, Trusgne/Trušnje, Zavart/Zavart, Zuodar/Cuoder.